# How Deep Is Your Love (Bee Gees)
How Deep Is Your Love is een nummer van de Britse groep Bee Gees. Het nummer verscheen op de soundtrack van de film Saturday Night Fever uit 1977. In september van dat jaar werd het nummer uitgebracht als de tweede single van het album.

## Achtergrond
Het nummer was oorspronkelijk bedoeld voor een nieuw studioalbum van de Bee Gees. Op een gegeven moment belde Robert Stigwood met de groep en vroeg of zij een aantal nummers hadden voor een film die hij aan het produceren was. De groep gaf hem vijf nummers, waaronder "How Deep Is Your Love". Het nummer is grotendeels geschreven door Barry, Robin en Maurice Gibb, de leden van de groep. Barry werkte met keyboardspeler Blue Weaver aan de melodie van het nummer, maar deze kreeg geen officiële vermelding als co-auteur.
Barry vertelde over de tekst van het nummer: "Veel van de structuur die je hoort in het nummer werden later toegevoegd. We hadden geen teksten veranderd, maar de manier waarop we het opnamen was iets anders dan de manier waarop we het schreven. Iets anders, maar ik denk dat het wel beter was, we vonden dat de titel 'How Deep Is Your Love' perfect was vanwege alle connotaties die in die zin zitten, en dat was gewoon dat."
De leadzang en bijna alle achtergrondzang op "How Deep Is Your Love" is opgenomen door Barry, waardoor Robin en Maurice nauwelijks te horen zijn in het nummer. Het is wel duidelijk dat Robin het refrein zingt en een aantal ad libs zingt tijdens het nummer. Yvonne Elliman zou oorspronkelijk het nummer opnemen, maar Stigwood moedigde de Bee Gees aan om het nummer niet aan iemand anders te geven. Elliman zong uiteindelijk het nummer "If I Can't Have You" voor de film. In een interview met het tijdschrift Billboard in 2001 vertelde Barry dat "How Deep Is Your Love" zijn favoriete Bee Gees-nummer is.

## Videoclip
Er zijn twee videoclips opgenomen voor het nummer. In een van de videos zingen de broers het nummer terwijl tijdens de video een aantal keren een foto van een vrouw wordt getoond. Barry had zijn baard afgeschoren voor deze versie, net zoals in de video voor "Night Fever". In een tweede video zingen de broers terwijl zij langs een aantal regenbooglichten lopen. In deze video, die later is opgenomen, had Barry wel een baard.

## Hitlijsten
"How Deep Is Your Love" werd de vierde nummer 1-hit van de band in de Verenigde Staten en de eerste van zes opeenvolgende nummer 1-hits. In 2012 stond het nummer op de 22e plaats in de lijst van 100 meest succesvolle nummers in de Billboard Hot 100. In een aantal andere landen behaalde het ook de toppositie, waaronder Canada en Frankrijk. In het Verenigd Koninkrijk behaalde het nummer de derde plaats, waarop Barry vertelde dat hij niet verwachtte dat het nummer een top 5-notering zou halen tussen nummers uit de nieuwe punkrock- en new wave-bewegingen. In Nederland was een enigszins teleurstellende vijftiende plaats in de Nederlandse Top 40 de hoogste positie van de single.
Tijdens de Grammy Awards van 1978 won het nummer de award "Best Pop Performance by a Group". Ook werd het dat jaar genomineerd voor een Golden Globe in de categorie Best Original Song, maar verloor deze uiteindelijk van "You Light Up My Life" van Kasey Cisyk. In 2004 plaatste het tijdschrift Rolling Stone het nummer op de 375e plaats in hun lijst The 500 Greatest Songs of All Time.

## Rechtszaak
In 1983 was het nummer onderdeel van een rechtszaak tussen de gebroeders Gibb en liedjesschrijver Ronald Selle uit Chicago, die beweerde dat de Bee Gees de melodie van zijn nummer "Let It End" hadden gestolen en gebruikte in "How Deep Is Your Love". Nadat bleek dat het verhaal van Selle niet altijd sterk was, zo had hij de tape met het nummer slechts naar een aantal bedrijven gestuurd waarvan er geen een zaken deed met de Bee Gees en vertelde hij dat een aantal nummers van de Bee Gees die voor "Let It End" waren opgenomen ook op het nummer leken, werd de zaak gewonnen door de Bee Gees.

## Cover van Take That
Er zijn een aantal covers gemaakt van "How Deep Is Your Love", waarbij de versie van Take That uit 1996 de bekendste is. Zij namen het nummer op voor hun compilatiealbum Greatest Hits en was de laatste nummer 1-hit van de groep in het Verenigd Koninkrijk tot hun comebacksingle "Patience" uit 2006. Het nummer behaalde ook de hoogste positie in Denemarken, Ierland, Israël, Italië, Letland en Spanje, terwijl het in Nederland genoegen moest nemen met een zesde plaats in de Top 40.

## Hitnoteringen

### Bee Gees

#### Nederlandse Top 40
| Hitnotering: 03-12-1977 t/m 04-02-1978 | Hitnotering: 03-12-1977 t/m 04-02-1978 | Hitnotering: 03-12-1977 t/m 04-02-1978 | Hitnotering: 03-12-1977 t/m 04-02-1978 | Hitnotering: 03-12-1977 t/m 04-02-1978 | Hitnotering: 03-12-1977 t/m 04-02-1978 | Hitnotering: 03-12-1977 t/m 04-02-1978 | Hitnotering: 03-12-1977 t/m 04-02-1978 | Hitnotering: 03-12-1977 t/m 04-02-1978 | Hitnotering: 03-12-1977 t/m 04-02-1978 | Hitnotering: 03-12-1977 t/m 04-02-1978 | Hitnotering: 03-12-1977 t/m 04-02-1978 |
| Week                                   | 1                                      | 2                                      | 3                                      | 4                                      | 5                                      | 6                                      | 7                                      | 8                                      | 9                                      | 10                                     |                                        |
| -------------------------------------- | -------------------------------------- | -------------------------------------- | -------------------------------------- | -------------------------------------- | -------------------------------------- | -------------------------------------- | -------------------------------------- | -------------------------------------- | -------------------------------------- | -------------------------------------- | -------------------------------------- |
| Nummer                                 | 28                                     | 17                                     | 16                                     | 15                                     | 16                                     | 16                                     | 15                                     | 25                                     | 34                                     | 37                                     | uit                                    |

#### Nationale Hitparade
| Hitnotering: 10-12-1977 t/m 11-02-1978 | Hitnotering: 10-12-1977 t/m 11-02-1978 | Hitnotering: 10-12-1977 t/m 11-02-1978 | Hitnotering: 10-12-1977 t/m 11-02-1978 | Hitnotering: 10-12-1977 t/m 11-02-1978 | Hitnotering: 10-12-1977 t/m 11-02-1978 | Hitnotering: 10-12-1977 t/m 11-02-1978 | Hitnotering: 10-12-1977 t/m 11-02-1978 | Hitnotering: 10-12-1977 t/m 11-02-1978 | Hitnotering: 10-12-1977 t/m 11-02-1978 | Hitnotering: 10-12-1977 t/m 11-02-1978 | Hitnotering: 10-12-1977 t/m 11-02-1978 |
| Week                                   | 1                                      | 2                                      | 3                                      | 4                                      | 5                                      | 6                                      | 7                                      | 8                                      | 9                                      | 10                                     |                                        |
| -------------------------------------- | -------------------------------------- | -------------------------------------- | -------------------------------------- | -------------------------------------- | -------------------------------------- | -------------------------------------- | -------------------------------------- | -------------------------------------- | -------------------------------------- | -------------------------------------- | -------------------------------------- |
| Positie                                | 22                                     | 18                                     | 11                                     | 9                                      | 10                                     | 8                                      | 12                                     | 15                                     | 27                                     | 27                                     | uit                                    |

#### NPO Radio 2 Top 2000
| Nummer met noteringen in de NPO Radio 2 Top 2000 | '99 | '00 | '01 | '02 | '03 | '04 | '05 | '06 | '07 | '08 | '09 | '10 | '11 | '12 | '13 | '14 | '15 | '16 | '17 | '18 | '19 | '20 | '21 | '22 | '23 | '24 |
| ------------------------------------------------ | --- | --- | --- | --- | --- | --- | --- | --- | --- | --- | --- | --- | --- | --- | --- | --- | --- | --- | --- | --- | --- | --- | --- | --- | --- | --- |
| How Deep Is Your Love                            | 118 | 196 | 146 | 271 | 260 | 260 | 300 | 350 | 354 | 289 | 562 | 451 | 525 | 561 | 617 | 683 | 654 | 496 | 516 | 629 | 672 | 679 | 663 | 619 | 523 | 359 |

1. ↑  Een vetgedrukt getal geeft de hoogste notering aan.

#### Evergreen Top 1000
| Evergreen Top 1000 | Evergreen Top 1000 | Evergreen Top 1000 | Evergreen Top 1000 | Evergreen Top 1000 | Evergreen Top 1000 | Evergreen Top 1000 | Evergreen Top 1000 | Evergreen Top 1000 | Evergreen Top 1000 | Evergreen Top 1000 | Evergreen Top 1000 | Evergreen Top 1000 | Evergreen Top 1000 | Evergreen Top 1000 | Evergreen Top 1000 | Evergreen Top 1000 |
| Jaar               | 2008               | 2009               | 2010               | 2011               | 2012               | 2013               | 2014               | 2015               | 2016               | 2017               | 2018               | 2019               | 2020               | 2021               | 2022               | 2023               |
| ------------------ | ------------------ | ------------------ | ------------------ | ------------------ | ------------------ | ------------------ | ------------------ | ------------------ | ------------------ | ------------------ | ------------------ | ------------------ | ------------------ | ------------------ | ------------------ | ------------------ |
| Positie            | -                  | -                  | 998                | 998                | 960                | 808                | 283                | 329                | 302                | 228                | 298                | 532                | 403                | 342                | 234                | 243                |

### Take That

#### Nederlandse Top 40
| Hitnotering: 09-03-1996 t/m 04-05-1996 | Hitnotering: 09-03-1996 t/m 04-05-1996 | Hitnotering: 09-03-1996 t/m 04-05-1996 | Hitnotering: 09-03-1996 t/m 04-05-1996 | Hitnotering: 09-03-1996 t/m 04-05-1996 | Hitnotering: 09-03-1996 t/m 04-05-1996 | Hitnotering: 09-03-1996 t/m 04-05-1996 | Hitnotering: 09-03-1996 t/m 04-05-1996 | Hitnotering: 09-03-1996 t/m 04-05-1996 | Hitnotering: 09-03-1996 t/m 04-05-1996 | Hitnotering: 09-03-1996 t/m 04-05-1996 |
| Week                                   | 1                                      | 2                                      | 3                                      | 4                                      | 5                                      | 6                                      | 7                                      | 8                                      | 9                                      |                                        |
| -------------------------------------- | -------------------------------------- | -------------------------------------- | -------------------------------------- | -------------------------------------- | -------------------------------------- | -------------------------------------- | -------------------------------------- | -------------------------------------- | -------------------------------------- | -------------------------------------- |
| Nummer                                 | 8                                      | 6                                      | 9                                      | 18                                     | 19                                     | 31                                     | 17                                     | 16                                     | 24                                     | uit                                    |

#### Mega Top 50
| Hitnotering: 09-03-1996 t/m 11-05-1996 | Hitnotering: 09-03-1996 t/m 11-05-1996 | Hitnotering: 09-03-1996 t/m 11-05-1996 | Hitnotering: 09-03-1996 t/m 11-05-1996 | Hitnotering: 09-03-1996 t/m 11-05-1996 | Hitnotering: 09-03-1996 t/m 11-05-1996 | Hitnotering: 09-03-1996 t/m 11-05-1996 | Hitnotering: 09-03-1996 t/m 11-05-1996 | Hitnotering: 09-03-1996 t/m 11-05-1996 | Hitnotering: 09-03-1996 t/m 11-05-1996 | Hitnotering: 09-03-1996 t/m 11-05-1996 | Hitnotering: 09-03-1996 t/m 11-05-1996 |
| Week                                   | 1                                      | 2                                      | 3                                      | 4                                      | 5                                      | 6                                      | 7                                      | 8                                      | 9                                      | 10                                     |                                        |
| -------------------------------------- | -------------------------------------- | -------------------------------------- | -------------------------------------- | -------------------------------------- | -------------------------------------- | -------------------------------------- | -------------------------------------- | -------------------------------------- | -------------------------------------- | -------------------------------------- | -------------------------------------- |
| Positie                                | 22                                     | 7                                      | 7                                      | 15                                     | 18                                     | 21                                     | 23                                     | 22                                     | 22                                     | 37                                     | uit                                    |